# Hyalorrhipis clausi
Hyalorrhipis clausi är en insektsart som först beskrevs av Kittary 1849.  Hyalorrhipis clausi ingår i släktet Hyalorrhipis och familjen gräshoppor. Inga underarter finns listade i Catalogue of Life.